# Белокопытник холодный
Белокопы́тник холо́дный, или Белокопытник холодолюбивый
(лат. Petasítes frigidus) — многолетнее травянистое растение, вид рода Белокопытник семейства Астровые.

## Название
Встречаются также другие русские названия вида — Белокопытник северный и Белокопытник холодолюбивый.
Коми называют это растение «лапкор», чукчи — «какыпак». Названия на других языках: англ. Arctic sweet coltsfoot, дат. Fjeld-Hestehov, фин. Pohjanruttojuuri.

## Распространение и экология
Белокопытник холодный в диком виде встречается в северной части Западной Европы, на севере Европейской части России, в Сибири, в Приморье, на Сахалине и Курильских островах, а также на тихоокеанском побережье Северной Америки от Аляски до Калифорнии.
Растёт на заболоченных лугах, в сырых и заболоченных мелколиственных и смешанных лесах, на торфяных и осоковых болотах, в высокогорьях по берегам ручьев, в моховых и осоковых тундрах.
Растения вида Белокопытник холодный (Petasites frigidus) способны успешно расти в кислой тундровой дернине, чем объясняется устойчивое присутствие этого вида в зональных сообществах гипоарктических тундр. Кроме того, растения этого вида активно участвуют в зарастании сырых суглинистых оголённых субстратов.

## Ботаническое описание
Корневище ползучее, длинное, толщиной от 4 до 10 мм.
Прикорневые листья треугольно-сердцевидные, заостренные, лопастные и глубоко выемчато-зубчатые; по сравнению с другими вида белокопытника некрупные — от 3 до 15 см в диаметре. Снизу — серовато-войлочные, сверху — почти голые.
Цветоносные побеги — опушённые, высотой от 10 до 40 см, к моменту созревания семян вытягиваются до 70 см. Стеблевые листья — чешуевидные, яйцевидно-ланцетные, длиной от 2 до 20 см.
Длина корзинки — 10—13 мм, ширина — 5—6 мм; соцветие густое, почти щитковидное.

## Значение и применение
По наблюдениям на Новой Земле, после огрубения листьев осоки прямостоячей (Carex stans) северные олени (Rangifer tarandus) начинают поедать нардосмию холодную (Nardosmia frigida) наряду с мытником судетским (Pedicularis sudetica). С жадностью поедаются соцветия, листва и даже отцветшие стебли, предпочитая эти растения всем другим.
Народы, живущие в Арктике, употребляют это растение в пищу: молодые цветоносы (напоминающие по вкусу сельдерей) и молодые листья — в сыром виде, корневища — в жареном.

## Участие в пищевых цепях
Белокопытник холодный — кормовое растение гусениц следующих бабочек:
- Scrobipalpopsis petasitis
- Papilio machaon brucei

## Классификация

### Таксономия[8]
Petasites frigidus 	(L.) Fr., 1845, Summa Veg. Scand. : 182
Вид Белокопытник холодный относится к роду Белокопытник семейства Астровые (Asteraceae) порядка Астроцветные (Asterales). Кладограмма в соответствии с Системой APG IV по состоянию на июнь 2023 года:
|  |                                      |  |                                   |                                   |                    |  | ещё 10 семейств | ещё 10 семейств |                       |  |                        |  | еще 21 подтвержденный и 12 в статусе "непроверенных" видов и инфравидовых таксонов | еще 21 подтвержденный и 12 в статусе "непроверенных" видов и инфравидовых таксонов |  |
|  |                                      |  |                                   |                                   |                    |  | ещё 10 семейств | ещё 10 семейств |                       |  |                        |  | еще 21 подтвержденный и 12 в статусе "непроверенных" видов и инфравидовых таксонов | еще 21 подтвержденный и 12 в статусе "непроверенных" видов и инфравидовых таксонов |  |
|  |                                      |  |                                   | порядок Астроцветные              |                    |  |                 |                 | род Белокопытник      |  |                        |  |                                                                                    |                                                                                    |  |
|  |                                      |  |                                   | порядок Астроцветные              |                    |  |                 |                 | род Белокопытник      |  | 3 инфравидовых таксона |  |                                                                                    |                                                                                    |  |
|  | отдел Цветковые, или Покрытосеменные |  |                                   |                                   | семейство Астровые |  |                 |                 | Белокопытник холодный |  |                        |  |                                                                                    |                                                                                    |  |
|  | отдел Цветковые, или Покрытосеменные |  |                                   |                                   |                    |  |                 |                 |                       |  |                        |  |                                                                                    |                                                                                    |  |
|  |                                      |  | ещё 63 порядка цветковых растений | ещё 63 порядка цветковых растений |                    |  |                 | ещё 1787 рода   | ещё 1787 рода         |  |                        |  |                                                                                    |                                                                                    |  |
|  |                                      |  |                                   | ещё 63 порядка цветковых растений |                    |  |                 |                 | ещё 1787 рода         |  |                        |  |                                                                                    |                                                                                    |  |

### Инфравидовые таксоны
- Petasites frigidus var. palmatus  (Aiton) Cronquist  — пальчатый
- Petasites frigidus var. sagittatus  (Banks ex Pursh) Chern.  — стреловидный
- Petasites frigidus var. sinuolatus  Korobkov

### Синонимы
- Nardosmia angulosa  Kuprian.
- Nardosmia angulosa  Cass.
- Nardosmia frigida  (L.) Hook.
- Nardosmia frigida var. frigida
- Nardosmia nivalis  (Greene) Jurtzev
- Petasites alaskanus  Rydb.
- Petasites corymbosus  Rydb.
- Petasites frigidus subsp. nivalis  (Greene) Cody
- Petasites frigidus var. corymbosus  (R.Br.) Cronquist
- Petasites frigidus var. frigidus  (L.) Fr.
- Petasites frigidus var. hyperboreoides  Hultén
- Petasites frigidus var. nivalis  (Greene) Cronquist
- Petasites gracilis  Britton
- Petasites hyperboreus  Rydb.
- Petasites nivalis  Greene
- Petasites nivalis subsp. hyperboreus  (Rydb.) J.Toman
- Petasites nivalis subsp. nivalis
- Tussilago frigida  L.